# Arctosomma trochosiforme
Arctosomma trochosiforme là một loài nhện trong họ Lycosidae.
Loài này thuộc chi Arctosomma. Arctosomma trochosiforme được Embrik Strand miêu tả năm 1906.